# Риза Халими
Риза Халими (алб. Riza Halimi; Прешево, 16. септембар 1947) албански је политичар у Србији. Оснивач је Партије за демократско деловање, а био је и њен председник од самог оснивања странке до 2018. године, док је тренутно на функцији почасног председника.

## Биографија
По образовању је физичар, а пре него што је почео интензивно да се бави политиком предавао је физику у средњој школи.
У марту 2000. осуђен је на 3 месеца затвора, условно на годину дана, јер је 5. марта 1998. године на протесту грађана Прешева поводом Дреничког инцидента на Косову и Метохији, ометао у вршењу дужности Драгана Митића, заменика командира станице полиције.
Три пута је биран за посланика Народне скупштине. Био је председник скупштине општине Прешево. Био је једини посланик Коалиције Албанаца Прешевске долине у сазивима од 2008. и 2012. године.
У априлу 2013. подржао потписивање Бриселског споразума, између Београда и Приштине.
У априлу 2014. године изабран је за посланика у Скупштини Србије. Његова Партија за демократско деловање формирала је посланички клуб заједно са Странком демократске акције Санџака.
Године 2018. поднео је оставку на место председника странке, а сада обавља функцију почасног председника.